# Hugo Mareta
Hugo Mareta OSB (* 11. April 1827 in Baden, Niederösterreich; † 31. Oktober 1913 in Wien; eigentlich Alois Mareta) war ein österreichischer römisch-katholischer Schulmann und Germanist.

## Leben
Mareta trat nach dem Besuch des Wiener Schottengymnasiums 1846 in die Schottenabtei ein. Er studierte Theologie an der Universität Wien und wurde 1851 zum Priester geweiht. Nach philologischen Studien an der Wiener Universität unterrichtete er als Nachfolger von Berthold Sengschmitt ab 1856 bis zu seiner Pensionierung 1902 Deutsch und Latein am Schottengymnasium. Als Deutschlehrer übte er einen starken Einfluss auf eine ganze Generation von Germanisten aus.
Wissenschaftlich beschäftigte sich Mareta vor allem mit den österreichischen Mundarten und erarbeitete ein Wörterbuch der österreichischen Volkssprache. Wesentlichen Anteil hatte er an der Wiedereinführung des Unterrichts im Mittelhochdeutschen an den Gymnasien. 1901 erhielt er das Ritterkreuz des Franz-Joseph-Ordens.

## Werke
- Proben eines Wörterbuches der österreichischen Volkssprache mit Berücksichtigung der älteren deutschen Mundarten. In: Jahres-Bericht des kais. kön. Ober-Gymnasiums zu den Schotten in Wien am Schlusse des Schuljahres 1861. Wien 1861, S. I–XII, 1–65.
- Proben eines Wörterbuches der österreichischen Volkssprache. Zweiter Versuch. In:  Jahres-Bericht des kais. kön. Ober-Gymnasiums zu den Schotten in Wien am Schlusse des Schuljahres 1865. Wien 1865, S. I–XII, 1–67.
- Über Judas der Erzschelm von Abraham a Sancta Clara. Ein Beitrag zur Literaturgeschichte des 17. Jahrhunderts. In: Jahres-Bericht des kais. kön. Ober-Gymnasiums zu den Schotten in Wien am Schlusse des Schuljahres 1875. Wien 1875, S. 1–87.
- Woher hat Schiller den Stoff zu seinem „Taucher“ genommen? In: Festgabe zum 100jährigen Jubiläum des Schottengymnasiums. Wien 1907, S. 179–186.